# Skyfall (dal)
A Skyfall Adele angol énekesnő dala, amelyet az azonos című James Bond-filmhez készített. A dalt Adele és a producer Paul Epworth írta, a hangszerelést pedig J. A. C. Redford végezte. Az Eon Productions brit filmgyártó cég 2011 elején kérte fel az énekesnőt, hogy dolgozzon a főcímdalon, és Adele elfogadta a munkát, miután elolvasta a film forgatókönyvét. A dal komponálása során Adele és Epworth arra törekedett, hogy a korábbi Bond-dalok hangulatát és stílusát megragadja, beleértve a film cselekményét leíró sötét és komor dalszövegeket. A Skyfall 2012. október 5-én 0:07-kor jelent meg, az első James Bond-film, a Dr. No bemutatásának 50. évfordulóját ünneplő Globális James Bond-Nap részeként.
A Skyfall pozitív fogadtatásban részesült, dicsérték a dalszövegét, a produkciót és Adele énekesi teljesítményét, számos zenekritikus és kiadvány a legjobb Bond-dalok közé sorolta. A dal világsikert aratott, tizenegy országban vezette a slágerlistákat, és számos más régióban is az első ötbe került. A brit kislemezlistán a második, az amerikai ''Billboard Hot 100-as listán pedig a nyolcadik helyen végzett. Világszerte 7,2 millió eladott példányával a Skyfall minden idők egyik legkelendőbb digitális kislemeze.
A Skyfall számos elismerést kapott, többek között a legjobb eredeti dalért járó Oscar-díjat, Az év brit kislemezért járó Brit-díjat, a legjobb dalért járó Critics’ Choice Movie-díjat, a legjobb eredeti dalért járó Golden Globe-díjat és a legjobb vizuális média számára írt dalért járó Grammy-díjat, így ez lett az első Bond-dal, amely az összes említett díjat elnyerte. Adele a 85. Oscar-díjátadón adta elő élőben először a dalt.

## Háttér és elkészítés

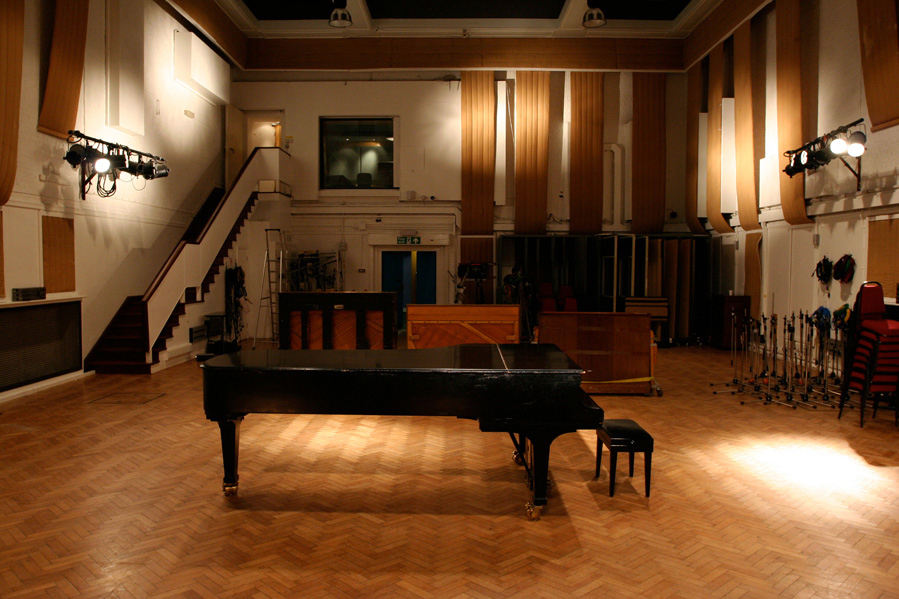
Az Abbey Road stúdió, ahol a Skyfall felvételei készültek

2011 elején a Sony Pictures zenei részlegének elnöke, Lia Vollack azt javasolta a James Bond-film producereinek az Eon Productions cégnél, hogy kérjék fel Adele-t, hogy vegye fel a következő Bond-film főcímdalát, amelyről később kiderült, hogy a Skyfall címet viseli. Vollack úgy gondolta, hogy Adele jó választás lenne egy Bond-főcímdal felvételére, mert a zenéje „lélekkel teli, kísérteties, megidéző”, ami Vollack szerint visszahozná azt a „klasszikus Shirley Bassey-érzést”, ami több korábbi Bond-filmhez is társult.
Adele, aki nemrég jelentette meg második albumát, a 21-et, elismerte, hogy kezdetben „kicsit hezitált”, mielőtt beleegyezett, hogy Bond-főcímdalt írjon. A Skyfall film stábjával való találkozáskor az énekesnő azt mondta a Skyfall rendezőjének, Sam Mendesnek, hogy úgy érzi, nem ő az, akit keresnek, mert a dalai túl személyesek, és ő „szívből ír”. Mendes erre csak annyit válaszolt, hogy „csak írj egy személyes dalt”, és azt mondta neki, hogy használja inspirációként Carly Simon Nobody Does It Better című dalát A kém, aki szeretett engem (1977) című filmből. Adele a Skyfall forgatókönyvével távozott a megbeszélésről, és miután elolvasta, úgy határozott, hogy „nem kérdés”, mivel „beleszeretett” a film cselekményébe. Paul Epworth producert, aki már a 21-en is dolgozott Adele-lel, bevonták, hogy segítsen neki a dal megírásában. Adele azt nyilatkozta, hogy élvezte, hogy egy megbízás és irányelvek alapján dolgozhatott, még akkor is, ha ez olyasmi volt, amit még soha nem csinált korábban.
A Skyfall elkészítése az Adele-lel való első kapcsolatfelvételtől a dal megjelenéséig 18 hónapig tartott. Vollack elmondta, hogy ennek oka a dal „finomhangolása” volt, mivel Adele és Epworth meg akarták győződni arról, hogy „jól csinálják”. A legjobb eredeti dalnak járó Oscar-díj győzelmük alkalmával, 2013 februárjában Adele egy interjúban elárulta, hogy a dal első vázlata 10 perc alatt készült el. Miután Adele hangproblémák miatt sebészeti beavatkozáson esett át, felvett egy demót a számból, és elküldte Mendesnek, aki éppen a Skyfall forgatásán dolgozott. A rendező viszont lejátszotta a demót Barbara Broccoli filmproducernek és a Bondot alakító Daniel Craignek, akik mindketten „megkönnyezték”. Adele azt nyilatkozta, hogy a dal végleges vágása két stúdiómunkán át tartott a londoni Abbey Road stúdióban. A dalban egy 77 tagú zenekar játszik J. A. C. Redford vezényletével.

## Kompozíció és dalszöveg
A Skyfall egy 4 perc 46 másodperces zenekari popdal. Epworth kijelentette, hogy bár a Skyfall egy eredeti szerzemény, ő és Adele azon dolgoztak, hogy megragadják „a James Bond-érzést” a korábbi főcímdalokból. A dal szándékosan emlékeztet Monty Norman James Bond-dalára az első refrén után. Norman azt mondta, hogy a dal az ő jóváhagyásával készült, és hogy az általa a Bond-figurához írt vezérmotívum beépítése „elég észszerű dolog, ha érezni akarjuk a zene James Bond-minőségét”. Epworth elmondta, hogy bár a Skyfall volt az első kísérlete filmzene írására, már korábban is részt vett James Bond-zenék készítésében: amíg Epworth az AIR stúdióban szalagkezelő volt, ő vett fel néhány filmzenét, köztük David Arnold A holnap markában című filmjéhez.
Epworth elmondta, hogy a producerek kérése „egy drámai ballada” volt, ezért ő és Adele megpróbáltak „valami olyat csinálni, ami egyszerre sötét és végzetes, mint egy temetés, és megpróbáltak valami olyat csinálni belőle, ami nem végleges. A halál és az újjászületés értelemben”. Epworth megnézte az első tizenhárom Bond-filmet, keresve a dalok „zenei szabályait”, „bármilyen modális szerkezetet vagy akkordot, ami mindig egységesnek tűnt ezekben a dalokban”, és hozzátett a hangulathoz és „ahhoz az egyfajta '60-as évekbeli jazzes minőséghez” és megírta a Skyfall instrumentális részét. Ezt úgy jellemezte, mint egy kis „heuréka!” pillanatot.
A Skyfall c-moll hangnemben készült, percenként 75 leütéssel (Adagietto). Adele hangterjedelme a dalban több mint egy oktávot ölel át, a G3-as mély hangtól a C5-ös magas hangig. A felvételek idején állapotos Adele úgy nyilatkozott, hogy ez volt az oka a dal alacsony hangterjedelmének, és gyakran küzdött a dal élő előadásakor a mélyebb regiszter miatt. A dalszöveg szorosan követi a film cselekményét, és nem a romantikára összpontosít. Epworth szerint a dal a „halálról és az újjászületésről” szól, mondván: „Olyan, mintha, amikor a világnak vége, és minden a füled köré omlik, ha fedezitek egymást, bármit legyőzhetsz. A haláltól a diadalig, ez volt az, amit mindenképpen megpróbáltunk megragadni”.  A Daily Telegraph írója, Neil McCormick a dalszövegeket „kissé baljóslatúnak” írta le, és szerinte számos Bond-motívumra és refrénre való utalást tartalmaznak.

## Megjelenés és remixek

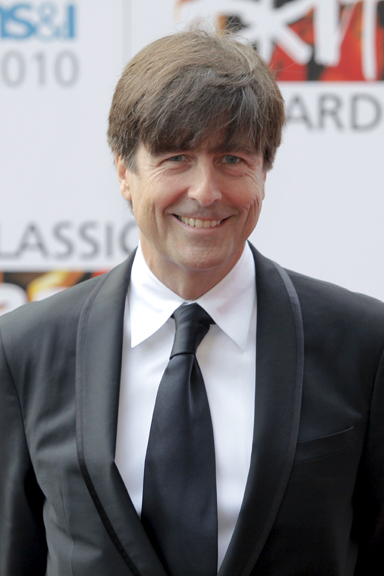
Thomas Newman komponálta a Skyfall filmzenéjét. A Skyfall egy része a Komodo Dragon című dalba került bele köztes számként, mivel nem került fel a filmzenei albumra

A főcímdalt és az előadó kilétét titokban tartották, de a pletykák mégis Adele közreműködéséről szóltak. Adele először 2011 szeptemberében, a The Jonathan Ross Show-ban adott interjújában említett egy „különleges projekt” felvételét, ami a médiában olyan találgatásokhoz vezetett, hogy a Bond-főcímdalt veszi fel. Az NRJ-nek adott 2012 áprilisi interjújában az énekesnő kijelentette, hogy az év végéig új kislemezt szándékozik kiadni; ez azonban nem fogja megelőzni az új albumot. A dal címe eredetileg a pletykák szerint „Let the Sky Fall” volt. 2012 szeptemberében a OneRepublic énekese, Ryan Tedder a Twitteren közzétett egy üzenetet, amelyben azt állította, hogy hallotta a számot, és hogy ez „élete legjobb James Bond-dala”. Adele publicistája, Paul Moss is megemlítette a dalt a Twitterén; később mindketten törölték az üzenetüket. A dal borítója kiszivárgott az interneten, de Adele érintettségét a projektben hivatalosan csak október 1-jén erősítették meg. A Skyfall 2012. október 5-én 0:07-kor jelent meg a „Globális James Bond Nap” részeként, az első James Bond-film, a Dr. No bemutatásának 50. évfordulóját ünnepelve. Németországban a dal nem hivatalos remixét tartalmazó 12 hüvelykes kislemezt dobtak piacra a dal népszerűsítésére.
A dal nem került fel a soundtrack albumra, ami a második alkalom a Bond-sorozatban, hogy a főcímdalt leválasztották a soundtrack albumról, a 2006-os Casino Royale You Know My Name dala után. Wilson és Broccoli mégis arra kérte Thomas Newman zeneszerzőt, hogy a film zenéjében szerepeljen utalás a Skyfallra, „hogy ne egyfajta egyszeri alkalomkén jelenjen meg a film elején”. Newman úgy döntött, hogy a Komodo Dragon című számba egy beszúrást tesz bele, amelyet egy olyan jelenetben használnak, amikor Bond belép egy makaói kaszinóba. Newman szerint a jelenet „egy igazi Bond-féle pimaszsággal teli pillanat”, és a zene ennek megfelelően illett a jelenethez. Epworthot felkereste Newman tanácsért, és felkérték Redfordot, aki már a filmzene hangszerelését végezte, hogy hangszerelje meg a Komodo Dragont. Newman nem tudta vállalni a hangszerelést, mert úgy érezte, hogy a feladata „már így is olyan hatalmas és hajmeresztő”.

## A kritikusok értékelései
A Skyfall széleskörű kritikai elismerést kapott. Az Entertainment Weekly azt írta, hogy „végre” van egy nagyszerű James Bond-dal. A Huffington Post úgy jellemezte a dalt, mint egy „fergeteges és lélekkel teli számot, [amely] tökéletesen illeszkedik Shirley Bassey munkássága mellé a James Bond címadó dalok életművében”. A RedEye a négyből négy csillagot adott a dalnak, és kijelentette, hogy „visszatér a régi formájához, és ha ez nem hoz lázba a filmre, akkor nem vagy Bond-rajongó”. A Daily Record a Skyfallt a „hét kislemezének” nevezte, és a maximális öt csillagra értékelte. A PopCrush az ötből négy és fél csillagot adott a dalnak, és „teljes mértékben kielégítőnek és a várakozást megérőnek” nevezte. Az Idolator azt írta, hogy „a dal utolsó harmadában Adele valóban leszakítja az eget, tipikus Adele-módra”. A Consequence of Sound megjegyezte, hogy „a lehengerlő hangszerelés szárnyaló magasságokba emeli az éneket”, míg a HitFix „fenséges balladának” és „klasszikus James Bond-dalnak” nevezte. A Newsday is nagyon pozitívan nyilatkozott, és azt írta, hogy a Skyfall „semmihez sem hasonlítható, amit fiatal karrierje során eddig csinált. Magabiztos és nagyszerű, Shirley Bassey-től merít ihletet, miközben a saját erőteljes kifejezésmódját is hozzáteszi, hogy a sajátjává tegye. Adele eddigi stílusa az volt, hogy hatalmas hangját kérdéses és önironikus dalszövegekkel igyekezett háttérbe szorítani. A Skyfallon azonban úgy hangzik, mintha a díva nézőpont is jól állna neki”.
A Los Angeles Times méltatta a dalt, és azt írta, hogy „jót sejtet az idei tél leendő kasszasikeréről. Ez nem egy újragondolás vagy zenei elrugaszkodás, hanem egyszerűen csak a hajó egyenesbe hozása. A dal nagy, merész és úgy tűnik, hogy van benne egy kis színfolt”. Az MTV is pozitívan nyilatkozott: „Adele buja dala jól illeszkedik Shirley Bassey, Paul McCartney és Carly Simon klasszikusai közé”. A The Wall Street Journal is hasonlóan vélekedett, azt írva, hogy a dal „lendületes és drámai, [zenekari támogatással] klasszikus időtlenséget kölcsönöz neki, ami megkülönbözteti a tipikus popdaloktól. Mivel végül is egy Bond-film zenéjéről van szó, a dalt az erőszak és a halál fenyegető veszélye is átjárja”. E! Online azt írta, hogy Adele dala „az 1971-es Bassey-klasszikus és a Garbage The World Is Not Enough című dalának egy fókuszáltabb változata közötti keresztezés, méghozzá egy jó keresztmetszet”. A The Hollywood Reporter azt írta, hogy „azonnal Bond-dalnak hangzik, az énekesnő fülledt hangja egy moll akkordmenethez illeszkedik. A nagyzenekari stílusban készült dal hangulata – akárcsak az énekesnőé – az 1960-as évekből való, amikor a Goldfinger-hez hasonló Bond-dalok simák, csábítóak és hatalmasabbak voltak az átlagnál”.
Jim Farber, a New York-i Daily News munkatársa azt írta kritikájában: „Nyakatekert dallamtól és nehézkes zenei előrehaladástól szenved. A hangszerelés nagyszerűsége könnyen háttérbe szorítja a dallamot”, de „Adele hangjának csillogása és énekének bravúros íve még így is eléggé élvezetessé teszi a dalt. És ötven év távlatából nem ez minden, amit manapság egy Bond-produkciótól elvárunk?”. A Yahoo! munkatársa, Rob O'Connor pozitív kritikát adott az dalról, de úgy vélte, hogy még túl korai lenne megmondani, hogyan illeszkedik majd a dal a Bond főcímdalok szélesebb kánonjába. Neil McCormick a Daily Telegraph-tól kevésbé volt elragadtatott, a dalt „ízlésesnek”, de ugyanakkor „túlságosan kiszámíthatónak” nevezte.

## Kereskedelmi teljesítmény
A dal kevesebb mint tíz órával a megjelenése után az első helyre került a brit iTunes online áruházban, megelőzve Rihanna Diamonds című dalát. Október 5-én reggel 6 órakor a Clear Channel elkezdte sugározni a Skyfallt az Egyesült Államok 180 rádióállomásán minden órában; 24 órán belül a Skyfall 10 millió hallgatói lejátszást ért el, és máris a Nielsen Broadcast Data Systems alapú rádiós dalok listájának első 50 helyezettje között kezdett szerepelni. Október 7-én a Skyfall kevesebb mint 48 órás forgalmazás után a negyedik helyen állt az Egyesült Királyság kislemezlistáján. A kislemezből 84 000 példányt adtak el az Egyesült Királyságban a megjelenés első két napja alatt. Október 14-én a Skyfall 92 000 eladott példányszámmal a második helyre került a brit kislemezlistán. Ezzel a Skyfall a Duran Duran A View to a Kill című dalával együtt a legmagasabb helyezést elérő James Bond-főcímdal lett a brit kislemezlistán. Ez azóta megdőlt, amikor 2015-ben Sam Smith Writing’s on the Wall című dala az első helyen debütált a UK Singles Charton. A dal 2012-ben a 20. legkelendőbb dal volt az Egyesült Királyságban 547 000 eladott példánnyal. A Skyfall Írországban az első helyen debütált. A francia kislemezlistán is hat hétig az első helyen szerepelt, és 24 hetet töltött a Top 10-ben.
A dal a Billboard Hot 100-as listáján a 2012. október 20-án záruló héten a nyolcadik helyen szerepelt, és Adele első olyan dala lett, amely a Top 10-ben debütált, az első három nap alatt 261 000 eladott példánnyal az Egyesült Államokban. Bár a Skyfall a nyolcadik helyen debütált, valójában a harmadik legkelendőbb kislemez volt az Egyesült Államokban azon a héten – a Hot 100 az eladások, a rádiós sugárzás és az online streaming alapján rangsorolja a dalokat. A Skyfall az első James Bond-dal, amely a Top 10-ben szerepelt az Egyesült Államokban Madonna Die Another Day című dala óta egy évtizeddel korábbról, és az első James Bond-szám, amely a Top 10-ben debütált. A Skyfall iránti érdeklődés következtében Adele legutóbbi, 21 című albumának eladásai 10%-kal nőttek meg az Egyesült Államokban. A 2012. október 27-én végződő héten, a megjelenését követő második héten a dal a nyolcadik helyről a 13. helyre esett vissza.
Miután a Skyfall Észak-Amerikában a mozikba került, Adele dalának eladásai 66%-kal nőttek. 2013 januárjában a nem hivatalos remixek hatására a dal felkerült a Billboard Hot Dance Club Songs listájára, és a tizedik helyen végzett. Miután Adele Oscar-díjat nyert a dalért, az Egyesült Államokban 56%-kal nőttek az eladások, 56 000 letöltéssel. A következő héten a Skyfall további 103 000 letöltést ért el, és 28 helyet lépett előre a Billboard Hot 100-as listáján. 2013 júliusáig a Skyfall több mint ötmillió példányban kelt el világszerte.[forrás?] A Soundscan adatai szerint 2013 januárjáig 1 600 000 példányban kelt el az Egyesült Államokban, és ez az első Bond-dal, amelyből egymillió digitális példányt adtak el.

## Díjak és elismerések

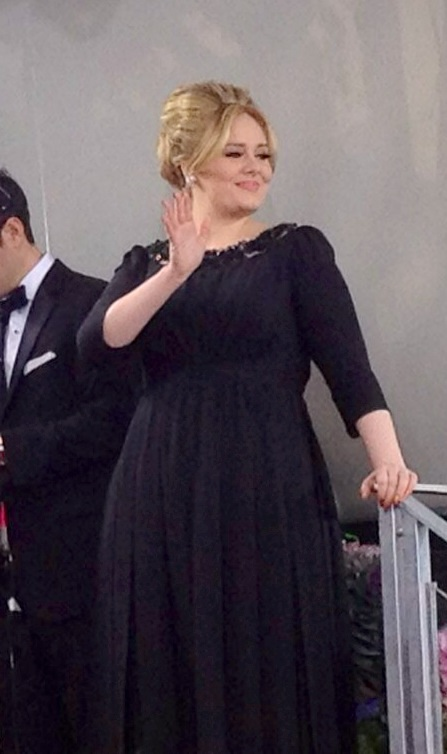
Adele a 70. Golden Globe-díjátadón, ahol a Skyfall elnyerte A legjobb eredeti dalnak járó díjat

A Skyfall elnyerte a legjobb eredeti dalnak járó Oscar-díjat. Az 1981-es For Your Eyes Only óta az első Bond-dal volt, amely Oscar-jelölést kapott, és ez volt az első, amely el is nyerte a díjat. A dal elnyerte a legjobb dalnak járó Critics’ Choice-díjat, A legjobb eredeti dalnak járó Golden Globe-díjat, és az év brit kislemezért járó Brit-díjat is. Adele az utóbbi díjátadón videóüzenetben mondta el köszönőbeszédét, mivel Los Angelesben készült az Oscar-gálára. Satellite-díjra is jelölték a legjobb eredeti dal kategóriában, de alulmaradt A nyomorultak (2012) Suddenly című dalával szemben. A Skyfallt a georgiai, houstoni, las vegasi és phoenixi filmkritikusok egyesületei is a legjobb eredeti dalnak választották. A dal elnyerte a legjobb vizuális média számára írt dalért járó Grammy-díjat is.
| Év   | Esemény                      | Díj                                               | Eredmény | For.   |
| ---- | ---------------------------- | ------------------------------------------------- | -------- | ------ |
| 2012 | Satellite Awards             | legjobb eredeti dal                               | Jelölve  | [ 72 ] |
| 2013 | Oscar-díj                    | legjobb eredeti dal                               | Elnyerte | [ 73 ] |
| 2013 | BMI Film & TV Awards         | Academy Award                                     | Elnyerte | [ 74 ] |
| 2013 | BMI London Awards            | Academy Award                                     | Elnyerte | [ 75 ] |
| 2013 | BMI London Awards            | Díjnyertes popdal                                 | Elnyerte | [ 75 ] |
| 2013 | Brit Awards                  | az év brit kislemeze                              | Elnyerte | [ 76 ] |
| 2013 | Critics’ Choice Movie Awards | legjobb dal                                       | Elnyerte | [ 77 ] |
| 2013 | Golden Globe Awards          | legjobb eredeti dal                               | Elnyerte | [ 78 ] |
| 2013 | Houston Film Critics Society | legjobb eredeti dal                               | Elnyerte | [ 79 ] |
| 2013 | World Soundtrack Awards      | legjobb eredeti, közvetlenül film számára írt dal | Elnyerte | [ 80 ] |
| 2014 | Grammy Awards                | legjobb vizuális média számára írt dal            | Elnyerte | [ 81 ] |

## Kislemez kiadások
- Digitális letöltés[11]

1. Skyfall – 4:49
2. Skyfall (Peter Rauhofer Big Room Remix) – 10:00

- UK CD/7" vinyl kislemez[82]

1. Skyfall – 4:49
2. Skyfall (Instrumental) – 4:46

## Közreműködők listája
Közreműködők listája a Skyfall (XL Recordings) jegyzetei és a Discogs alapján.
| - Vokálok, kiegészítő háttérvokálok – Adele - Dalszerzés – Adele Adkins, Paul Epworth - Producer – Paul Epworth - Asszisztens – Pete Hutchings, Joe Hartwell Jones - Hangkeverés – Tom Elmhirst - Mérnök – Matt Wiggins - Főmérnök – Tom Coyne - Kórus összeállítás – Paul Epworth - Kórusvezető – Jenny O'Grady - Zenekari vállalkozó – Isobel Griffiths - Zenekari vállalkozói asszisztens – Charlotte Matthews | - Zenekari hangszerelés – Paul Epworth, J. A. C. Redford - Zenekarvezető és karmester – J. A. C. Redford - Zenekarvezető – Thomas Bowes - Zenekari felvétel – Simon Rhodes - Ütős hangszerek – Paul Epworth - Gitár – James Reid - Dobok – Leo Taylor - Zongora – Nikolaj Torp Larsen - Basszusgitár – Tom Herbert - Kórus – Metro Voices |

## Helyezések
| Lista (2012–2013)                       | Legjobb helyezés |
| --------------------------------------- | ---------------- |
| Ausztrália (ARIA)                       | 5                |
| Ausztria (Ö3 Austria Top 40)            | 2                |
| Belgium (Ultratop 50 Flanders)          | 1                |
| Belgium (Ultratop 50 Wallonia)          | 1                |
| Brazília (Billboard Brasil Hot 100)     | 25               |
| Brazília Hot Pop Songs                  | 3                |
| Kanada (Canadian Hot 100)               | 3                |
| Csehország (Rádio Top 100)              | 1                |
| Dánia (Tracklisten Top 40)              | 2                |
| Finnország (Singlet Top 20)             | 15               |
| Franciaország (Single Top 100)          | 1                |
| Németország (Media Control Charts)      | 1                |
| Görögország digitális dalok (Billboard) | 1                |
| Magyarország (Rádiós Top 40)            | 1                |
| Magyarország (Single Top 40)            | 1                |
| Izland (RÚV)                            | 2                |
| Írország (IRMA)                         | 1                |
| Izrael (Media Forest)                   | 1                |
| Olaszország (FIMI)                      | 1                |
| Japán (Japan Hot 100)                   | 20               |
| Libanon (Lebanese Top 20)               | 1                |
| Luxemburg digitális dalok (Billboard)   | 1                |
| Mexikó (AMPROFON)                       | 21               |
| Hollandia (Top 40)                      | 1                |
| Hollandia (Single Top 100)              | 1                |
| Új-Zéland (Recorded Music NZ)           | 2                |
| Norvégia (VG-lista)                     | 7                |
| Lengyelország (Polish Airplay Top 20)   | 5                |
| Portugália digitális dalok (Billboard)  | 2                |
| Oroszország (TopHit)                    | 6                |
| Skócia (Scottish Singles Top 40)        | 3                |
| Szlovákia (Rádio Top 100)               | 5                |
| Dél-Korea digitális dalok (Gaon)        | 69               |
| Dél-Korea (Gaon International Chart)    | 1                |
| Spanyolország (PROMUSICAE)              | 4                |
| Svájc (Schweizer Hitparade)             | 1                |
| Ukrajna (TopHit)                        | 15               |
| Egyesült Királyság (UK Singles Chart)   | 2                |
| US Billboard Hot 100                    | 8                |
| US Adult Contemporary (Billboard)       | 11               |
| US Adult Top 40 (Billboard)             | 14               |
| US Hot Dance Club Songs (Billboard)     | 10               |
| US Mainstream Top 40 (Billboard)        | 37               |
| US Rock Airplay (Billboard)             | 37               |

| Lista (2021-2023)                         | Legjobb helyezés |
| ----------------------------------------- | ---------------- |
| Görögország nemzetközi dalok (IFPI)       | 94               |
| Svédország Heatseeker (Sverigetopplistan) | 18               |

| Lista (2012)                                 | Helyezés |
| -------------------------------------------- | -------- |
| Ausztria (Ö3 Austria Top 40)                 | 40       |
| Belgium (Ultratop 50 Flanders)               | 16       |
| Belgium (Ultratop 50 Wallonia)               | 8        |
| Franciaország (SNEP)                         | 5        |
| Németország (Media Control AG)               | 17       |
| Magyarország (Rádiós Top 40)                 | 38       |
| Dánia (Tracklisten)                          | 37       |
| Hollandia (Dutch Top 40)                     | 38       |
| Svájc (Schweizer Hitparade)                  | 20       |
| Egyesült Királyság (Official Charts Company) | 20       |
| US Adult Contemporary (Billboard)            | 43       |

| Lista (2013)                      | Helyezés |
| --------------------------------- | -------- |
| Belgium (Ultratop 50 Flanders)    | 50       |
| Belgium (Ultratop 50 Wallonia)    | 20       |
| Kanada (Canadian Hot 100)         | 52       |
| Németország (Media Control AG)    | 88       |
| Olaszország (FIMI)                | 47       |
| Magyarország (Rádiós Top 40)      | 46       |
| Hollandia (Dutch Top 40)          | 69       |
| Hollandia (Single Top 100)        | 75       |
| Oroszország Rádiós lista (TopHit) | 69       |
| Svájc (Schweizer Hitparade)       | 28       |
| Ukrajna rádiós lista (TopHit)     | 37       |
| US Adult Contemporary (Billboard) | 49       |

## Minősítések és eladási adatok
| Régió | Minősítés  | Eladott példányszám |
| --- | ---------- | ------------------- |
| Ausztrália (ARIA) | platina    | 70 000‡             |
| Belgium (BEA) | platina    | 30 000*             |
| Brazília (Pro-Música Brasil) | gyémánt    | 250 000‡            |
| Kanada (Music Canada) | 5× platina | 400 000‡            |
| Dánia (IFPI Denmark) | platina    | 30 000^             |
| Finnország (Musiikkituottajat) | arany      | 5214                |
| Franciaország (SNEP) |            | 336 000             |
| Németország (BVMI) | platina    | 300 000^            |
| Olaszország (FIMI) | 3× platina | 90 000*             |
| Mexikó (AMPROFON) | 2× platina | 120 000*            |
| Új-Zéland (RMNZ) | arany      | 7 500*              |
| Egyesült Királyság (BPI) | 3× platina | 1 800 000‡          |
| Egyesült Államok (RIAA) | 2× platina | 2 000 000           |
| Streaming |            |                     |
| Görögország (IFPI Greece) | arany      | 1 000 000†*         |
| * Eladási példányszámok kizárólag a minősítés alapján. ^ Kiszállítási példányszámok kizárólag a minősítés alapján. ‡ Eladási+streaming példányszámok kizárólag a minősítés alapján. † Csak streaming számok kizárólag a minősítés alapján. |            |                     |

## Fordítás
Ez a szócikk részben vagy egészben  a   Skyfall (song) című angol Wikipédia-szócikk fordításán alapul.  Az eredeti cikk szerkesztőit annak laptörténete sorolja fel. Ez a jelzés csupán a megfogalmazás eredetét és a szerzői jogokat jelzi, nem szolgál a cikkben szereplő információk forrásmegjelöléseként.